# No hay 2 sin 3
No hay 2 sin 3 (lett. "non c'è due senza tre") è un programma televisivo argentino trasmesso su Canal 9 dall'8 marzo 2004 al 26 maggio 2006

## Premi
| Nome                | Anno | Categoria                                                  | Risultato       |
| ------------------- | ---- | ---------------------------------------------------------- | --------------- |
| Premi Martin Fierro | 2004 | Miglior programma umoristico                               | Vincitore/trice |
| Premi Martin Fierro | 2004 | Migliore artista Freddy Villarreal                         | Candidato/a     |
| Premi Martin Fierro | 2004 | Miglior partecipazione speciale in una fiction Amelia Bone | Candidato/a     |
| Premi Martin Fierro | 2004 | Rivelazione Soledad Fandino                                | Candidato/a     |